# Mauser HSc
Mauser HSc (Hahn-Selbstspanner-Pistole, Ausführung C — пистолет с самовзводным курком, модификация «C») — немецкий самозарядный пистолет, который создал в 1935—1937 гг. конструктор Алекс Зайдель.

## История
Пистолет Mauser HSc был разработан в качестве компактного оружия самообороны, пригодного для скрытого ношения, известнейшей германской фирмой Маузер в 1937-38 годах.
С началом Второй мировой войны практически весь выпуск этих пистолетов пошёл на вооружение германской военной машины.
Распределение производства пистолетов (1940—1945):
- Армия (нем. Heer): 137,121 — 54,4 %;
- ВМС (нем. Kriegsmarine): 27,100 — 10,8 %;
- Полиция (нем. Polizei): 28,300 — 11,2 %;
- Коммерческие: 59,467 — 23,6 %
- Итого: 251,988 — 100,0 %

С окончанием Второй мировой войны выпуск пистолета был прекращен, и возобновился только в 1970-м году, когда возрожденная фирма Маузер начала производить его для экспорта. При этом к исходному калибру 7.65 мм добавился и вариант калибра 9×17 мм Браунинг. Производство продолжалось примерно до 1977 года, когда лицензия на Mauser HSc была продана итальянской компании «Renato Gamba».

## Описание
Пистолет Mauser HSc представляет собой самозарядный пистолет, построенный на автоматике со свободным затвором и имеющий ударно-спусковой механизм двойного действия. Из особенностей конструкции нужно отметить следующие: Ствол фиксируется на рамке при помощи защёлки, расположенной внутри спусковой скобы, и может быть снят при разборке. Возвратная пружина расположена вокруг ствола. Курок практически полностью скрыт затвором, и наружу выступает лишь небольшая плоская спица, позволяющая при необходимости взвести курок вручную, но практически исключающая возможность зацепиться курком за одежду при выхватывании оружия. Кроме того, такая конструкция уменьшает вероятность попадания грязи внутрь оружия. Предохранитель расположен на затворе слева и при включении (нижнее положение) он отводит заднюю часть ударника от курка и блокирует ударник, так что случайный выстрел полностью исключается. Форма пистолета и прицельные приспособления также оптимизированы для скрытого ношения: мушка небольшой высоты скрыта в продольной канавке, выполненной в затворе, и не выступает за контур оружия, также уменьшая возможность зацепиться ей за элементы одежды или снаряжения при извлечении пистолета. Защёлка магазина расположена в нижней части рукоятки, магазин вмещает 7 или 8 патронов, в зависимости от калибра.
В целом, Mauser HSc представляет собой вполне удачный образец компактного оружия самообороны и скрытого ношения.

## Страны-эксплуатанты
- Нацистская Германия — поступал на вооружение полиции и вооружённых сил (в том числе, в люфтваффе, военно-морских сил, а с 1941 года — на вооружение вермахта).